# Jaroslav Dojčák
Jaroslav Dojčák (28. srpna 1948, Vranov nad Topľou – 30. března 2013, Michalovce) byl slovenský fotbalista, útočník.

## Fotbalová kariéra
V československé lize hrál za VSS Košice. Nastoupil ve 38 ligových utkáních a dal 5 ligových gólů. V nižší soutěži hrál za Zemplín Michalovce. V Poháru UEFA nastoupil v 1 utkání. Z 5 ligových gólů dal 3 v jediném utkání proti Slavii, které skončilo remízou 3:3.

## Ligová bilance
| Ročník                                   | Zápasy | Góly | Klub       |
| ---------------------------------------- | ------ | ---- | ---------- |
| 1. československá fotbalová liga 1969/70 | 28     | 5    | VSS Košice |
| 1. československá fotbalová liga 1970/71 | 8      | 0    | VSS Košice |
| 1. československá fotbalová liga 1971/72 | 2      | 0    | VSS Košice |
| CELKEM                                   | 38     | 5    |            |